# جون غريفيثز (سياسي)
جون غريفيثز (بالإنجليزية: John Griffiths)‏ هو سياسي بريطاني، ولد في 19 أبريل 1934.